# Shark attack (Tauró assassí)
Shark attack (Tauró assassí) (títol original en anglès: Shark Attack) és un telefilm coproduït entre els Estats Units i Sud-àfrica, dirigit per Bob Misiorowski, estrenat l'any 1999. Es tracta del primer telefilm de la saga Shark Attack. Aquesta pel·lícula ha estat doblada al català.

## Argument
Steven McKray, un biòleg, es troba amb el seu company Mark DeSantis a Sud-àfrica que no l'ha alertat sobre un increïble increment d'atacs de taurons a la regió. Des de la seva arribada, s'assabenta de la mort sospitosa del seu amic i coneix la germana d'aquest últim, Corine. Després de perilloses submergides en aigües tèrboles, la parella descobreix que l'agressivitat anormal dels esquals està lligat a misterioses investigacions científiques.

## Repartiment
- Casper Van Dien: Steven McKray
- Jenny McShane: Corine Desantis
- Ernie Hudson: Lawrence Rhodes
- Cordell McQueen: Marc Desantis
- Bentley Mitchum: Miles Craven
- Chris Olley: el cap de la policia
- Jacob Makgoba: el policia amb un matxet
- Paul Ditchfield: Professor Bookman

## SagaShark Attack
| Any  | Títol                     | Realitzador(s)  |
| ---- | ------------------------- | --------------- |
| 1999 | Shark Attack              | Bob Misiorowski |
| 2001 | Shark Attack 2            | David Worth     |
| 2002 | Shark Attack 3: Megalodon | David Worth     |
| 2003 | Shark Zona                | Danny Lerner    |